# (99193) Obsfabra
(99193) Obsfabra est un astéroïde de la ceinture principale.

## Description
(99193) Obsfabra est un astéroïde de la ceinture principale. Il fut découvert le 14 avril 2001 à Begues par José Manteca. Il présente une orbite caractérisée par un demi-grand axe de 3,07 UA, une excentricité de 0,33 et une inclinaison de 15,3° par rapport à l'écliptique.

## Compléments